# شون ليفينغستون
شون ليفينغستون (بالإنجليزية: Shaun Livingston)‏ مواليد 11 سبتمبر 1985، هو لاعب كرة سلة أمريكي يلعب مع فريق غولدن ستايت ووريورز في الرابطة الوطنية لكرة السلة ويحمل الرقم 34. يبلغ طوله 6 قدم 7 بوصة (2.0 م).

## فرق لعب لها
- لوس أنجلوس كليبرز
- ميامي هيت
- أوكلاهوما سيتي ثاندر
- واشنطن ويزاردز
- شارلوت هورنتس
- ميلووكي باكز
- واشنطن ويزاردز
- كليفلاند كافالييرز
- بروكلين نتس

## روابط خارجية
- شون ليفينغستون على موقع إن بي أي (الإنجليزية)
- شون ليفينغستون على موقع سبورتس رفرنس (الإنجليزية)
- شون ليفينغستون على موقع كرة السلة الأوروبية.كوم (الإنجليزية)
- شون ليفينغستون على موقع ريلجم (الإنجليزية)
- شون ليفينغستون على موقع بروبوليرز (الإنجليزية)
- شون ليفينغستون على موقع سبورتس رفرنس (الإنجليزية)